# Кулиев, Адиль Гусейн оглы
Адиль Гусейн оглы Кулиев (азерб. Adil Hüseyn oğlu Quliyev; 1922—1992) — Герой Советского Союза, заместитель командира, штурман эскадрильи 65-го гвардейского истребительного авиационного полка (4-я гвардейская истребительная авиационная дивизия, 1-й гвардейский истребительный авиационный корпус, 3-я воздушная армия, 1-й Прибалтийский фронт), гвардии капитан.

## Ранние годы
Родился 22 ноября 1922 года в городе Баку в семье крестьянина. Азербайджанец. Окончил Бакинскую школу № 14 (по другим источникам № 132).

## В годы Великой Отечественной войны
В РККА с 1941 года. В 1942 окончил Сталинградское военное авиационное училище.
На фронтах Великой Отечественной войны с октября 1942 года. Воевал в небе Белоруссии, Прибалтики и Восточной Пруссии. Был сбит 14 марта 1943 в районе города Старая Русса, но сумел довести свой самолёт до линии фронта и выпрыгнуть с парашютом. Благополучно приземлился практически у самой линии фронта и добрался до наших позиций.
К концу 1944 года гвардии капитан Кулиев совершил 265 боевых вылетов, в 54 воздушных боях сбил 18 самолётов противника.
Указом Президиума Верховного Совета СССР от 23 февраля 1945 года, гвардии капитану Адиль Гусейн оглы Кулиеву присвоено звание Героя Советского Союза с вручением ордена Ленина и медали «Золотая Звезда»(№ 5932).
К 9 мая 1945 года совершил около 265 боевых вылетов, провёл 64 воздушных боя, одержал 20 личных побед в воздушных боях.

## Мирное время
После войны продолжил службу в ВВС.
- в 1956 году окончил Военно-воздушную академию.
- с 1966 года полковник А. Г. Кулиев — в запасе.

Жил в городе Баку. Работал начальником аэропорта Баку, начальником отдела Азербайджанского потребительского общества. Умер 16 декабря 1992 года. Похоронен в Баку, на Аллее почётного захоронения.

## Награды
Награждён орденом Ленина, тремя орденами Красного Знамени, орденом Александра Невского, двумя орденами Отечественной войны 1-й степени, орденом Красной Звезды, медалями.